# العلاقات الفلسطينية الكندية
إن تاريخ العلاقات بين فلسطين وكندا معقد، حيث شكّلتها ظروف مختلفة، بما في ذلك الإرث الاستعماري لكندا، والعلاقات الخارجية، والصراع الفلسطيني الإسرائيلي المستمر.
خلال حكم الدولة العثمانية لفلسطين، والذي استمر حتى الحرب العالمية الأولى، لم يكن لدى كندا علاقة مهمة مع المنطقة. وبعد الحرب، سيطرت الإمبراطورية البريطانية على فلسطين، وأصبحت كندا عضوًا في عصبة الأمم، والتي منحت بريطانيا الانتداب لإدارة فلسطين. في عام 1947، صوتت الجمعية العامة للأمم المتحدة لصالح قرار تقسيم فلسطين، مما أدى إلى إنشاء دولة إسرائيل في عام 1948. وأيدت كندا خطة التقسيم.
ومع ذلك، كانت علاقة كندا بفلسطين أكثر تعقيدًا. بعد الحرب العربية الإسرائيلية عام 1967، احتلت إسرائيل الضفة الغربية وقطاع غزة، وهي أراض اعترف بها المجتمع الدولي كجزء من فلسطين. أيدت كندا في البداية حل الدولتين للصراع الفلسطيني الإسرائيلي، ولكن مع مرور الوقت، تحولت سياساتها نحو موقف أكثر تأييدًا لإسرائيل.[بحاجة لمصدر]
في السنوات الأخيرة، واصلت كندا الحفاظ على العلاقات الدبلوماسية مع إسرائيل وتعرضت لانتقادات من قبل البعض لعدم قيامها بدور أكثر نشاطًا في دعم الحقوق الفلسطينية. ومع ذلك، قدمت كندا أيضًا مساعدات إنسانية للفلسطينيين وأعربت عن دعمها لحل الدولتين، ولا تعترف بمستوطنات الضفة الغربية كجزء من إسرائيل.
تعترف الحكومة الكندية بالسلطة الفلسطينية كممثل للشعب الفلسطيني وظلت على اتصال بالسلطة الفلسطينية منذ إنشائها في عام 1994. كما قدمت كندا مساعدات مالية للسلطة الفلسطينية لدعم بناء المؤسسات والتنمية الاقتصادية والمساعدات الإنسانية.
تعد كندا أيضًا واحدة من الدول القليلة في المجتمع الدولي، إلى جانب الولايات المتحدة وإسرائيل وميثاق دول الارتباط الحر، للتصويت باستمرار ضد القرارات المؤيدة لفلسطين والمناهضة لإسرائيل في الأمم المتحدة.

## الشتات
يعيش حوالي 30 ألف فلسطيني في كندا.

## التاريخ
من عام 1948 إلى عام 1967، اعترفت كندا بإسرائيل بعد فترة وجيزة من إنشائها، لكنها لم تعترف رسميًا باللاجئين الفلسطينيين كمجموعة مميزة أو تدافع عن حقوقهم.[بحاجة لمصدر] ومع ذلك، دعمت كندا وكالة الأمم المتحدة لإغاثة وتشغيل اللاجئين الفلسطينيين (الأونروا)، التي قدمت المساعدة للاجئين الفلسطينيين.
في أعقاب الحرب العربية الإسرائيلية عام 1967، بدأت كندا في التعبير عن قلقها بشأن وضع الفلسطينيين والحاجة إلى حل سلمي للصراع. في عام 1969، أيدت كندا قرار مجلس الأمن التابع للأمم المتحدة رقم 242، الذي دعا إلى انسحاب إسرائيل من الأراضي المحتلة في الحرب والاعتراف بحق جميع دول المنطقة في العيش بسلام داخل حدود آمنة ومعترف بها.[بحاجة لمصدر]
خلال السبعينيات حتى الثمانينيات، شهدت كندا انخراطًا أكثر نشاطًا في الجهود المبذولة لتعزيز حل سلمي للصراع.[بحاجة لمصدر]
يمكن إرجاع العلاقات الفلسطينية الكندية الرسمية إلى ما بعد اتفاقيات أوسلو. في عام 1993، تم إنشاء مكتب تمثيلي كندي في رام الله. على الجانب الآخر، في عام 1995، تم إنشاء مكتب في أوتاوا لتمثيل المصالح الفلسطينية.
في يوليو 2025، قال رئيس وزراء كندا مارك كارني إن بلاده سوف تعترف بدولة فلسطين خلال الاجتماع السنوي لجمعية الأمم المتحدة في سبتمبر 2025.